# Небесний Єрусалим

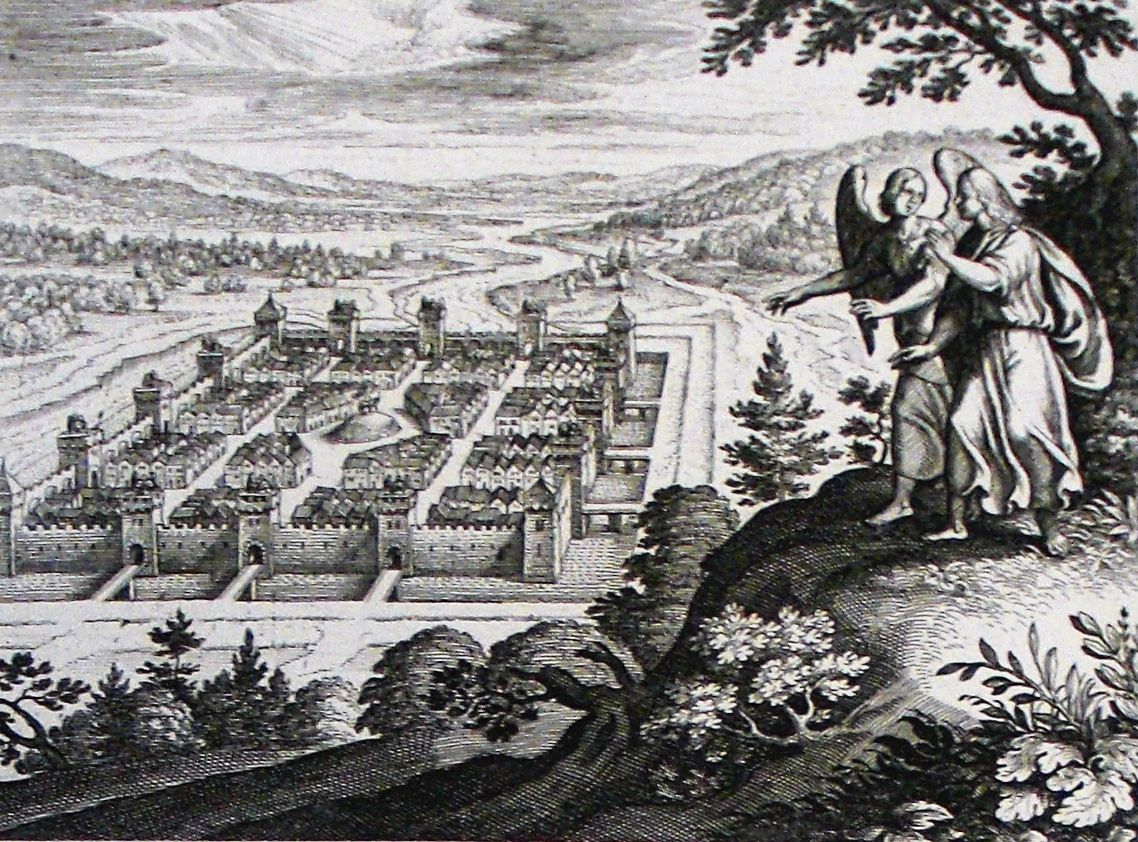
Янгол показує Іоану Богослову Новий Єрусалим

Небесний Єрусалим (Новий Єрусалим) — згідно з християнським вченням, Царство Боже, яке прийде на Землю в кінці-завершенні історії людства. Після перемоги Ісуса над сатаною-дияволом та його ув'язненні у вогненому озері має постати  нове небо і нова земля, тобто рай на землі, Месіянське Царство, в якому не буде ні смерті, ні страждання, але життя безкінечне і блаженне. Майбутнє Царство Боже описується як у Старому, так і Новому Завітах, найдетальніше у Одкровенні Івана Богослова. Новий Єрусалим - протилежність Вавилону, символу гріховності. 

## Старозавітні згадки Нового Єрусалиму
У старозавітних пророцтвах містяться згадки про небесне вічне Царство, переважно у термінах Царство Боже, Рай та Едем, або так званого буквального Нового (Юного) Єрусалиму. Наша Земля має аналог у вигляді землі небесної — Царства Божого або Раю. Кожна властивість, що існує тут, на землі, має собі подібну на небі, і саме вона і є істинно реальною та вічною. Зокрема, це може бути тимчасовий, символічний, храм у вигляді скинії або реальний величний храм Божий в Єрусалимі (побудований Соломоном, потім заново відбудований юдеями — вихідцями з вавилонського полону і реконструйований при Іроді Великому) — місце у вищій мірі священне, що має свій вічний небесний прототип. Цікавим є і той факт, що Господь дав Заповіти Своєму народові жити під час деяких свят в простих шатрах, як нагадування про пошуки народом древнього Ізраїлю місійної Землі Обітованої в пустелі, а також як натяк на майбутнє проживання в Небесному Єрусалимі:
|                  | І будете святкувати його, як свято для Господа, сім день у році. Постанова вічна для ваших поколінь, сьомого місяця будете святкувати його. В кущах [наметах] живіть сім день, кожний тубілець в Ізраїлі сидітиме в кущах [наметах], щоб знали ваших поколінь, що в кущах [наметах] оселив Я синів Ізраїлевих, коли вивів їх із землі Єгипетської. Я Господь, Бог ваш! |
| — Левит 23:42-43 | |

а також
|              | І почув я гучний голос із престолу, який кликав: Оце оселя Бога з людьми, і Він житиме з ними! Вони будуть народом Його, і Сам Бог буде з ними, і Бог кожну сльозу з очей їхніх зітре, і не буде вже смерти. Ані смутку, ані крику, ані болю вже не буде, бо перше минулося! |
| — Об. 21:3-4 | |

На горі Синай Бог показує Мойсеєві «зразок» святилища найменням скинія, яке він повинен йому побудувати: «І нехай збудують Мені святиню, і перебуватиму серед них; все, що Я покажу тобі будову скинії та будову речей її, так і зробіть» (Вих 25:8-9). «Дивись, зроби за тим зразком, що тобі на горі» (Вих 25:40).
І коли Давид дає своєму синові Соломонові план будівництва храму, скинії і всього начиння, він запевняє, що «Все це написане від Господа, [говорив Давид, як] Він заповідав мені  усі справи щодо споруди» (1 Хр 28:19). Отже, він бачив Небесний зразок.
Також видіння майбутнього міста з'являється у книгах пророків Єзекиїла, Захарії, в Псалмах.

## Новий Єрусалим в Новому завіті
По суті, проповідь Ісуса Христа — це заклик-заповіт, покликаний підготувати людей до пришестя Царства Божого. Гранично конкретно Новий Єрусалим — столиця Царства Божого описаний в «Одкровенні» Іоанна Богослова.  Місто описується у формі певної цілісної геометричної фігури з однаковою довжиною, шириною і висотою «А місто чотирикутнє, а довжина його така, як і ширина. І він зміряв місто тростиною на дванадцять тисяч стадій; довжина, і ширина, і вишина його рівні» (Одкр 21:16), довжина сторін якого дорівнює 12.000 стадій (12.000*185=2220 кілометрів) кожна. З чотирьох сторін до міста ведуть 12 воріт, кожні з яких подібні перлині. Стіни міста мають 12 входів, кожен з яких виконаний з інакшого дорогоцінного каменю, а ворота — з перлів. Місто не має потреби в сонячному або штучному освітленні, оскільки Сам Бог є джерело його потужного і водночас ніжного світла. Його оточує стіна з дорогоцінного каменю — яспису (можл. діамант) товщиною в 144 ліктя (144*0.48=69.12 метрів). Апостол постійно підкреслює металеву (найчистіше золото) і кристалічну природу міста («… сяйвом місто подібне кристалу»). Через все місто проходить вулиця, яка складається з золота настільки очищеного, що Іван порівняв його з прозорим склом. Від престолу Божого виходить чиста річка води життя, світла як кришталь, а посеред вулиці і по той та інший бік річки Дерево життя, що 12 разів на рік дарують плоди. Цікаве зауваження Апостола: «…а храму я не бачив у ньому — Бог і Агнець святиня його», що перегукується зі словом старозавітного пророка про майбутнє Небесне Царство, і Новий Храм в Єрусалимі: «…Дух Господній твердиня його». Іоанн постійно підкреслює красу Нового Єрусалима: «…що сходив від Бога з неба, приготований, як наречена, прикрашена для жениха свого». Цікава фраза Іоанна про Небесне Царство: «…скинія Бога і людей», що дозволяє припускати, що місто буде храмом людства.
Див. "Новий Єрусалим"

## Небесний Єрусалим у Божому Принципі
У богослов’ї Церкви Об’єднання «Небесний (Новий) Єрусалим» із Одкр. 21 трактується не як кам’яне місто, а як символ кульмінації Божого провидіння: коли «третій Адам» — Месія Другого Пришестя — втілить на землі первісний ідеал творення, «Новий Єрусалим зійде з небес, і оселя Бога буде з людьми». Таке сходження означає остаточне єднання небесного й земного світів у Царстві Небесному на землі, прообраз якого було показано у ноєвій історії з голубом, що вже не повернувся до ковчега.
Новий Єрусалим постає як суспільство досконалих сімей, що виконали Три Благословення (Бут. 1:28) й утворили «чотирьохпозиційну основу» з Богом; лише після такого земного досягнення відповідна небесна реальність формується у духовному світі. Отже, у розумінні Принципу це не утопічна візія після смерті, а конкретний історичний етап, коли людство звільняється від первородного гріха, приймає Бога як свого істинного Батька й розпочинає життя у «святому місті» взаємної любові та служіння.

## Конспірологія
У період 2010-початку 2020-х українському суспільству активно нав'язувалася конспірологічна ідея, що на територію низки областей України планується відселити частину населення Ізраїля. Згідно з фейковими "фактами" цей проект має назву "Небесний Єрусалим" і просувається представниками ізраїльскої розвідки. Джерелом цих теорій є російська пропаганда, яка, роздмухуючи антисемітизм, мала на меті відвести увагу суспільства від справжньої загрози для України з боку росії.